# George's Chapel (Exeter)

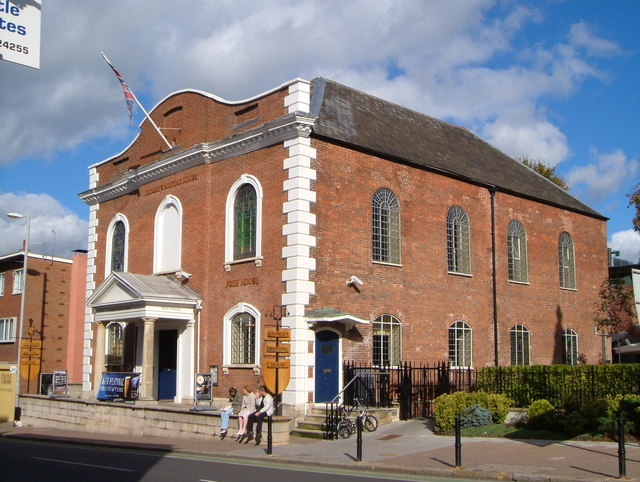
George's Meeting House

George's Chapel ou George's Meeting House foi construída em 1760 (ano da coroação de George III) como uma capela presbiteriana. Foi vendida em 1987 e tornou-se num centro de antiguidades antes de ser vendido para JD Wetherspoon, que a reabriu como um pub em 2005, preservando muitas das características originais. É um edifício listado de grau I.